# Mozkove, Krasnopillea
Mozkove (în ucraineană Мозкове) este un sat în comuna Cerneciciîna din raionul Krasnopillea, regiunea Sumî, Ucraina.

## Demografie
Componența lingvistică a localității Mozkove
     Ucraineană (94,87%)
     Rusă (5,13%)
Conform recensământului din 2001, majoritatea populației localității Mozkove era vorbitoare de ucraineană (94,87%), existând în minoritate și vorbitori de rusă (5,13%).